# انرژی‌های تجدیدپذیر در فرانسه
بر اساس تعهد خود به دستورالعمل انرژی‌های تجدیدپذیر اتحادیه اروپا در سال ۲۰۰۹، فرانسه هدف‌گذاری کرده بود تا سال ۲۰۲۰، ۲۳٪ از کل نیازهای انرژی خود را از منابع تجدیدپذیر تأمین کند. این هدف به صورت زیر تقسیم می‌شود:
- ۳۳٪ از انرژی مصرفی در بخش گرمایش و سرمایش
- ۲۷٪ از انرژی بخش برق
- ۱۰٫۵٪ از انرژی بخش حمل‌ونقل

تا پایان سال ۲۰۱۴، ۱۴٫۳٪ از کل نیازهای انرژی فرانسه از منابع تجدیدپذیر تأمین می‌شد که این رقم نسبت به ۹٫۶٪ در سال ۲۰۰۵ افزایش یافته است.
چشم‌انداز برق تجدیدپذیر در فرانسه پس از انتشار گزارش «برنامه‌ریزی چندساله انرژی» در اکتبر ۲۰۱۶، تقویت شد؛ این گزارش تعهد به تعادل‌بخشی مجدد ترکیب برق کشور به سمت منابع تجدیدپذیر را نشان داد. طبق این گزارش، ظرفیت برق تجدیدپذیر قرار است از ۴۱ گیگاوات در سال ۲۰۱۴ به بین ۷۱ تا ۷۸ گیگاوات تا سال ۲۰۲۳ افزایش یابد. تاریخچه بخش برق فرانسه عمدتاً تحت سلطه تعهد طولانی‌مدت این کشور به انرژی هسته‌ای بوده است. با این حال، گزارش تأکید می‌کند که تا سال ۲۰۲۵، بیش از نیمی از ظرفیت انرژی هسته‌ای در فرانسه از نیروگاه‌هایی تأمین خواهد شد که حداقل ۴۰ سال سن دارند و ممکن است نیازمند تعطیلی یا بازسازی برای تمدید عملیات باشند؛ بنابراین، نیاز است که به منابع دیگر، از جمله انرژی‌های تجدیدپذیر، برای جبران کسری ظرفیت تولید پیش‌بینی شده، توجه ویژه‌ای شود.
| ۲۰۱۴   | ۲۰۱۵   | ۲۰۱۶   | ۲۰۱۷   | ۲۰۱۸   | ۲۰۱۹   | ۲۰۲۰   | ۲۰۲۱   | ۲۰۲۲   | ۲۰۲۳   |
| ۴۰٬۷۳۳ | ۴۳٬۰۲۴ | ۴۵٬۰۵۹ | ۴۸٬۰۳۶ | ۵۰٬۶۸۷ | ۵۳٬۵۴۴ | ۵۵٬۸۴۷ | ۵۹٬۷۰۰ | ۶۴٬۶۹۲ | ۶۹٬۳۰۱ |

یکی از اجزای کلیدی هدف‌های تجدیدپذیر فرانسه، تعهد به افزایش چشمگیر بهره‌وری انرژی، به‌ویژه در ساختمان‌ها و عایق‌بندی حرارتی است. هدف کاهش اتلاف گرما تا ۳۸٪ تا سال ۲۰۲۰ تعیین شده است.
هدف‌های انرژی تجدیدپذیر همچنین به منظور تحریک ایجاد مشاغل جدید و تغییر مشاغل موجود برای تحقق رشد سبز تدوین شده‌اند.
طرح PPE (برنامه‌ریزی چندساله انرژی) هدف کاهش مصرف انرژی‌های فسیلی اولیه به میزان ۲۲٪ تا سال ۲۰۲۳ نسبت به سطح سال ۲۰۱۲ (سناریوی مرجع) یا کاهش ۱۱٪ در شرایط کمتر مطلوب (سناریوی جایگزین) را دارد.
از نظر کاهش مصرف انرژی اولیه، پیش‌بینی می‌شود:
مصرف محصولات نفتی بین سال‌های ۲۰۱۲ تا ۲۰۲۳ به میزان ۲۳٪ (سناریوی مرجع) یا ۹٫۵٪ (سناریوی جایگزین) کاهش یابد، مصرف گاز به میزان ۱۶٪ (۹٪ در سناریوی جایگزین) کاهش یابد و مصرف زغال‌سنگ به میزان ۳۷٪ (۳۰٪ در سناریوی جایگزین) کاهش پیدا کند.
در بخش حمل‌ونقل، فرانسه مجموعه‌ای از ابتکارات را برای ترویج استفاده از انرژی‌های تجدیدپذیر و افزایش بهره‌وری در نظر گرفته است. این اقدامات شامل تغییر رفتارهای حمل‌ونقلی مانند افزایش میزان دورکاری نیز می‌شود. تا سال ۲۰۲۳، این کشور هدف دارد که ناوگانی شامل ۲٫۴ میلیون خودرو الکتریکی قابل شارژ و هیبریدی داشته باشد و ۳٪ از کاربردهای سنگین حمل‌ونقل از خودروی گازسوز استفاده کنند. نسبت سوخت‌های زیستی مخلوط با بنزین برای سال ۲۰۱۸ برابر با ۱٫۸٪ و برای سال ۲۰۲۳ برابر با ۳٫۴٪ تعیین شده است، و برای دیزل به ترتیب ۱٪ در ۲۰۱۸ و ۲٫۳٪ در ۲۰۲۳ هدف‌گذاری شده است. تا سال ۲۰۳۰، حمل‌ونقل بار غیرجاده‌ای هدف دارد که به ۲۰٪ از کل کالاها برسد. همچنین اقداماتی برای افزایش هم‌پیمایی و دوچرخه‌سواری در حال انجام است. خودروهای اشتراکی و خدمات دیجیتال نیز ترویج می‌شوند تا نرخ اشغال خودروها تا سال ۲۰۳۰ بین ۱٫۸ تا ۲ نفر افزایش یابد. فرانسه همچنین به دنبال توسعه تحقیقات و فناوری در زمینه خودگردانی خودرو، به‌ویژه در حمل‌ونقل عمومی است.